# گاه‌شمار کیهان‌شناسی
این گاه‌شمار نظریه‌ها و اکتشافات کیهان شناسی، یک گاه‌نگاری از روند گسترش درک انسان از کیهان در خلال دو هزاره اخیر است. نظریات نوین کیهان‌شناسی به دنبال شکل‌گیری شاخه علمی کیهان‌شناسی فیزیکی پدیدار شدند.

## پیش از سال ۱۹۰۰ میلادی
- قرن ۱۶ پیش از میلاد - در کیهان‌شناسی مردم بین‌النهرین، زمین تخت و در اقیانوس کیهانی غوطه‌ور است.[۱]
- قرن ۱۲ پیش از میلاد - ریگ‌ودا سروده‌هایی کیهانی منتشر می‌سازد، به‌ویژه در سرود ناسادیا سوکتا در کتاب دهم که پیدایش گیتی را توصیف می‌کند که از هیرانی‌یاگاربا (تخم طلایی) پدید آمده‌است.
- قرن ۶ پیش از میلاد - در نقشه بابلی‌ها از جهان، زمین در یک اقیانوس کیهانی احاطه شده با هفت جزیره که در اطراف آن به شکل یک ستاره هفت‌پر قرار گرفته‌اند.
- قرن ۴ پیش از میلاد - ارسطو یک جهان زمین-مرکز را پیشنهاد داد که در آن زمین ثابت است و گیتی از نظر اندازه متناهی اما از نظر زمانی نامتناهی است.
- قرن ۳ پیش از میلاد - آریستارخوس ساموسی نظریه جهان خورشید-مرکز را ارائه داد.
- قرن ۳ پیش از میلاد - ارشمیدس در مقاله «ماسه‌شماری» قطر کیهان را بر حسب استادیون محاسبه نمود که معادل دو سال نوری بود.
- قرن ۲ پیش از میلاد - سلوکوس سلوکیه‌ای نظریه آریستارخوس را با استفاده از پدیده جزر و مد برای توضیح مرکزیت خورشید گسترش داد.
- قرن ۲ پس از میلاد - بطلمیوس یک جهان زمین-مرکز را پیشنهاد می‌دهد که در آن خورشید و ماه و سیارات قابل رویت به دور زمین می‌گردند.
- قرون ۵ تا ۱۱ پس از میلاد - بسیاری از اخترشناسان نظریه مرکزیت خورشید را ارائه دادند. از جمله این اخترشناسان می‌توان به آریابهاتا، [[ابومعشر بلخی[۲]]] و ابوسعید سجزی اشاره نمود.
- قرن ۶ پس از میلاد - جان فیلاپنس جهانی از نظر زمانی متناهی را پیشنهاد می‌دهد و فرضیه یونانیان باستان در مورد نامتناهی بودن جهان به چالش می‌کشد.
- قرن ۸ پس از میلاد - کیهان‌شناسی هندوی پورانی که در آن جهان در چرخه تکراری آفرینش، نابودی و آفرینش مجدد می‌گردد که هر چرخه ۴.۳۲ میلیارد سال طول می‌کشد.
- قرن ۹ تا ۱۲ پس از میلاد - ابویوسف کندی، سعادیا گائون و ابوحامد محمد غزالی از مفهوم جهان با گذشته محدود دفاع کرده و دو استدلال منطقی در رد مفهوم گذشته بی‌نهایت ارائه دادند که یکی از آن‌ها بعدها توسط ایمانوئل کانت استفاده شده.
- سال ۹۶۴ - عبدالرحمان صوفی، اخترشناس ایرانی نخستین رصد کهکشان زن برزنجیر و ابر ماژلانی بزرگ را در کتاب صورالکواکب ثبت می‌نماید، نخستین کهکشان به غیر از کهکشان راه شیری که از زمین مشاهده شد.
- قرن ۱۲ پس از میلاد - فخر رازی کیهان‌شناسی اسلامی را مورد بحث قرار می‌دهد و عقاید ارسطو در مورد مرکزیت زمین رد کرده و در تقسیر آیه قرآنی «ستایش از آن خدایی است که پروردگار جهان‌ها است» بحث می‌کند که این جهان هزاران هزار جهان دیگر در ورای آن دارد که هریک از قبلی بزرگتر و پرجرم‌تر است و همه آن‌ها مشابه‌اند.[۳]

او نتیجه گرفت که بی‌نهایت فضای بیرونی در ورای جهان شناخته‌شده وجود دارند
و ممکن است بی‌نهایت جهان وجود داشته‌باشد.
- قرن ۱۳ پس از میلاد - خواجه نصیرالدین طوسی نخستین شواهد تجربی برای چرخش زمین پیرامون محور خود را ارئه می‌دهد.
- قرن ۱۳ پس از میلاد - موشه بن نحمان پیشنهاد می‌دهد که جهان در حال بزرگ شدن است و ده بعد مختلف وجود دارند.
- قرن ۱۵ پس از میلاد - علی بن محمد سمرقندی (ملا علی قوشچی) با ارائه شواهد تجربی از چرخش زمین به دور محور خود، نظریه ثابت بودن زمین ارسطو و بطلمیوس را رد می‌کند.
- قرن ۱۵ و ۱۶ پس از میلاد - نیلاکانتا سومایاجی و تیکو براهه جهانی را پیشنهاد نمود که در آن سیارات به دور خورشید و خورشید به دور زمین می‌گردد که به منظومه تیکویی مشهور است.
- سال ۱۵۴۳ - نیکلاس کوپرنیک در کتاب «گردش اجرام آسمانی» نظریه خورشد مرکزی را ارائه می‌دهد.
- سال ۱۵۷۶ - توماس دیگز تغییراتی در مدل کوپرنیک اعمال کرده و لبه‌های آن را حذف و با یک فضای نامحدود پرشده از ستارگان جایگزین نمود.
- سال ۱۵۸۴ - جوردانو برونو جهانی غیر سلسله‌مراتبی پیشنهاد نمود که در آن منظومه شمسی در مرکز نیست بلکه یک سامانه ستاره‌ای در نقطه‌ای بی‌اهمیت در میان بسیاری منظومه دیگر قرار دارد.
- سال ۱۶۱۰ - یوهانس کپلر از آسمان تاریک شب برای بحث در مورد متناهی بودن جهان استفاده می‌کند.
- سال ۱۶۸۷ - قوانین اسحاق نیوتن حرکت در جهان در مقیاس بزرگ را تشریح می‌کنند.
- سال ۱۷۲۰ - ادموند هالی نخستین شکل از پارادوکس اولبرس را مطرح می‌نماید.
- سال ۱۷۴۴ - ژان-فیلیپ دو چساکس یکی از شکل‌های نخستین پارادوکس اولبرس را مطرح می‌نماید.
- سال ۱۷۵۵ - ایمانوئل کانت ادعا می‌نماید که سحابیها در واقع کهکشانهایی مجزا و مستقل از کهکشان راه شیری هستند و خارج از آن قرار دارند. او این کهکشان‌ها را «جهانهای جزیره‌ای» نامید.
- سال ۱۷۹۱ - اراسموس داروین نخستین توصیف از جهان چرخه‌ای در حال انبساط و انقباض را در شعر «اقتصاد گیاهخواری» به قلم می‌کشد.
- سال ۱۸۲۶ - هاینریش ویلهلم اولبرس، پارادوکس اولبرس را مطرح می‌نماید.
- سال ۱۸۴۸ - ادگار آلن پو نخستین پاسخ درست برای پارادوکس اولبرس را در «یورکا : یک شعر نثر» عنوان می‌نماید. در این نوشته او به انقباض و انبساط جهان نیز اشاره می‌کند.

## از سال ۱۹۰۰ تا ۱۹۴۹
- ۱۹۰۵ - آلبرت اینشتین نظریه نسبیت خاص را منتشر می‌کند که بیان می‌دارد فضا و زمان پیوستارهای مستقل و مجزایی نیستند.
- ۱۹۱۵ - آلبرت اینشتین نظریه نسبیت عام را منتشر ساخت که بیان می‌کند چگالی انرژی باعث خمش فضازمان می‌شود.
- ۱۹۱۷ - ویلم دوسیتر با استفاده از نظریه نسبیت، یک جهان ایستای همسانگرد با یک ثابت کیهانی و همچنین یک جهان منبسط‌شونده خالی با یک ثابت کیهانی - که به نام جهان دو سیتر شناخته می‌شود - را توصیف نمود.
- ۱۹۲۰ - مناظره شِیپلی-کِرتیس در مورد فاصله سحابی مارپیچی که به مناظره بزرگ مشهور است، در مؤسسه اسمیتسونین.
- ۱۹۲۱ - شورای ملی پژوهش ایالات متحده آمریکا نسخه رسمی مناظره شیپلی-کرتیس را منتشر می‌نماید.
- ۱۹۲۲ - وستو اسلیفر خلاصه یافته‌هایش را در مورد انتقال به سرخ‌های قانون‌مند سحابی مارپیچی منتشر می‌نماید.
- ۱۹۲۲ - الکساندر فریدمان پاسخی برای معادلات میدان اینشتین می‌یابد که پیشنهاد دهنده انبساط کلی فضاست.
- ۱۹۲۳ - ادوین هابل فاصله چند سحابی مارپیچی (که در واقع کهکشان بودند) نزدیک را اندازه‌گرفت : کهکشان زن برزنجیر(M31)، کهکشان مثلث(M33) و ان‌جی‌سی ۶۸۲۲. فاصله آن‌ها بیانگر این بود که در خارج از کهکشان راه شیری و بسیار دور از آن قرار دارند و نشان می‌دهد که کهکشان‌های کم‌سوتر فاصله بیشتری دارند و همچنین هزاران کهکشان دیگر وجود دارد.
- ۱۹۲۷ - ژرژ لومتر دربارهٔ رویداد پیدایش جهان منبسط‌شونده‌ای که معادلات میدان اینشتین بر آن حاکم است سخن می‌گوید. با استفاده از پاسخی که برای معادلات میدان اینشتین به‌دست آورده بود پیش‌بینی نمود که رابطه‌ای بین فاصله و انتقال به سرخ وجود دارد.
- ۱۹۲۸ - هاوارد پرسی رابرتسون به اختصار اشاره می‌کند که با ترکیب اندازه‌گیری‌های انتقال به سرخ وستو اسلیفر و درخشش کهکشان‌ها اینگونه بر می‌آید که بین انتقال به سرخ و فاصله رابطه‌ای وجود دارد.
- ۱۹۲۹ - ادوین هابل رابطه خطی بین انتقال به سرخ و فاصله را نمایش داد و نشان داد که جهان در حال انبساط است.
- ۱۹۳۳ - ادوارد آرتور میلن اصل کیهان‌شناختی را نام‌گذاری کرده و به آن رسمیت می‌بخشد.
- ۱۹۳۳ - فریتز زوئیکی نشان می‌دهد که خوشه کهکشانی گیسو حاوی مقدار زیادی ماده تاریک است. این نتیجه‌گیری با وجود همخوانی با اندازه‌گیری‌های کنونی، تا دهه ۱۹۷۰ عموماً نادیده گرفته می‌شد.
- ۱۹۳۴ - ژرژ لومتر ثابت کیهانی را به عنوان یک انرژی خلاء با معادله حالت غیرعادی شاره کامل، تفسیر نمود.
- ۱۹۳۸ - پل دیراک فرضیه اعداد بزرگ را مطرح نمود که مقدار ثابت گرانشی ممکن است به دلیل اینکه به آهستگی با زمان کاهش می‌یابد، کوچک است.
- ۱۹۴۸ - رالف آشر آلفر، هانس بته و جرج گاموف تولید عناصر در جهانی که به سرعت در حال انبساط و سرد شدن است را بررسی می‌نمایند.
- ۱۹۴۸ - هرمان بوندی، توماس گلد و فرد هویل کیهان‌شناسی‌های برپایه نظریه حالت پایدار و اصل کامل کیهان‌شناختی را مطرح می‌نمایند.
- ۱۹۴۸ - جرج گاموف با در نظرگرفتن رفتار تابش‌ها در جهان در حال انبساط اولیه، وجود تابش زمینه کیهانی را پیش‌بینی نمود.

## از سال ۱۹۵۰ تا ۱۹۹۹
- ۱۹۵۰ - فرد هویل اصطلاح Big Bang (به فارسی: مهبانگ) را ابداع نموده و می‌گوید که منظور از این واژه تمسخر و طعنه به رقیب نظریه حالت پایدار نبوده بلکه با استفاده از یک واژه تأثیرگذار سعی در روشن ساختن اختلاف بین دو نظریه مهبانگ و حالت پایدار داشته‌است.
- ۱۹۶۱ - رابرت دیکه استدلال می‌کند که حیات بر پایه کربن تنها زمانی می‌تواند وجود داشته باشد که نیروی گرانش ضعیف باشد زیرا ستارگان سوزان تنها در این شرایط وجود خواهند داشت؛ نخستین به‌کارگیری رسمی اصل انسان‌نگر ضعیف.
- ۱۹۶۵ - هانس اولوف گوستا آلفون مفهوم آمبی‌پلاسما - که امروزه رد شده‌است - را برای توضیح معمای عدم تقارن باریون پیشنهاد می‌نماید.
- ۱۹۶۵ - مارتین ریس و دنیس سیاما داده‌های مربوط به شمارش منبع اختروش‌ها را بررسی نموده و به این نتیجه می‌رسند که تراکم اختروش‌ها با افزایش انتقال به سرخ افزایش می‌یابد.
- ۱۹۶۵ - آرنو آلان پنزیاس و رابرت وودرو ویلسون، اخترشناسان آزمایشگاه‌های بل تابش ریزموج زمینه ۲.۷ کلوینی را کشف می‌کنند. کشفی که در سال ۱۹۷۸ جایزه نوبل فیزیک را برای آن‌ها به ارمغان آورد. رابرت دیکه، جیمز پیبلز، پیتر رول و دیوید ویلکینسون آن را به عنوان بقایای مهبانگ تعبیر می‌کنند.
- ۱۹۶۶ - استیون هاوکینگ و جرج الیس نشان می‌دهند که هر کیهان‌شناسی نسبیتی عمومی دارای تکینگی گرانشی خواهد بود.
- ۱۹۶۶ - جیمز پیبلز نشان می‌دهد که پیش‌بینی نظریه مهبانگ دربارهٔ فراوانی هلیم درست است.
- ۱۹۶۷ - آندره ساخاروف شروط پیش‌نیاز فرایند باریون‌زایی را ارائه می‌دهد؛ باریون‌زایی فرایندی است که مسئول عدم تقارن باریون-ضد باریون در جهان کنونی است.
- ۱۹۶۷ - جان باهکال، والاس سارجنت و مارتن اشمیت شکافت ساختار ریز خطوط طیفی 3C191 را بررسی کرده و نشان دادند که ضریب ساختار ریز با گذشت زمان تغییر نمی‌کند.
- ۱۹۶۷ - رابرت واگونر، ویلیام آلفرد فاولر و فرد هویل نشان می‌دهند که پیش‌بینی نظریه مهبانگ در مورد فراوانی دوتریم و لیتیم درست است.
- ۱۹۶۸ - براندون کارتر گمانه‌زنی می‌کند که شاید ثابتهای بنیادی جهان باید در محدوده خاصی قرار بگیرند که امکان پیدایش حیات وجود داشته‌باشد؛ نخستین به‌کارگیری اصل انسان‌نگر قوی.
- ۱۹۶۹ - چارلز میسنر رسماً مسئله افق در مورد نظریه مهبانگ را مطرح می‌کند.
- ۱۹۶۹ - رابرت دیکه رسماً مسئله تخت‌بودن را در مورد نظریه مهبانگ مطرح می‌کند.
- ۱۹۷۰ - ورا روبن و کنت فورد منحنی‌های چرخش کهکشان مارپیچی را بررسی کرده که شواهدی برای وجود احتمالی مقادیری از ماده تاریک به‌دست می‌آید.
- ۱۹۷۶ - الکس شلیاختر از نسبت‌های ساماریم در راکتور شکافت هسته‌ای طبیعی پیشاتاریخی اوکلو در گابن استفاده نمود تا نشان دهد که قوانین فیزیک در طول بیش از دو میلیارد سال ثابت مانده‌اند.
- ۱۹۷۷ - گری استیگمن، دیوید شرام و جیمز ادوارد گان با بررسی رابطه فراوانی هلیم اولیه و تعداد نوترینوها به این نتیجه می‌رسند که حداکثر ۵ خانواده از لپتونها می‌توانند وجود داشته‌باشند.
- ۱۹۸۰ - آلن گوث و الکسی استاروبینسکی هریک به‌طور جداگانه مدل مهبانگ تورمی را برای پاسخ به مسئله تخت بودن و مسئله افق پیشنهاد می‌دهند.
- ۱۹۸۱ - ویاچسلاو موخانوف و جی. چیبیسوف پیشنهاد می‌دهند که اغتشاشات کوانتومی می‌توانند منجر به پیدایش ساختارهای بزرگ مقیاس در جهان تورمی بشود.
- ۱۹۸۲ - نخستین نقشه‌برداری انتقال به سرخ کهکشانی سی‌اف‌ای کامل می‌شود.
- ۱۹۸۲ - گروه‌های مختلفی از جمل جیمز پیبلز، جی. ریچارد بوند و جرج بلومنتال پیشنهاد می‌کنند که جهان در تسخیر ماده تاریک سرد است.
- ۱۹۸۳-۱۹۸۷ - نخستین شبیه‌سازی‌های بزرگ کامپیوتری از شکل‌گیری ساختارهای کیهانی اجرا می‌شوند و نتایج نشان می‌دهد که ماده تاریک سرد سازگاری منصفانه‌ای با مشاهدات تجربی دارد اما ماده تاریک داغ اینگونه نیست.
- ۱۹۸۸ - دیوار بزرگ سی‌اف‌ای۲ در نقشه‌برداری انتقال به سرخ سی‌اف‌ای۲ کشف می‌شود.
- ۱۹۸۸ - اندازه‌گیری جریان بزرگ مقیاس کهکشان‌ها شواهدی برای وجود جذب‌کننده بزرگ (به انگلیسی: Great Attractor) ارائه می‌دهد.
- ‍۱۹۹۰ - نتایج اولیه از کاوشگر زمینه کیهان ناسا تأیید می‌کند که تابش زمینه کیهانی با دقت حیرت‌انگیز ۱ در ۱۰۰۰۰۰، دارای طیف جسم سیاه است و بدین ترتیب احتمال درستی مدل نورستاره‌ای ارائه‌شده از طرف طرفداران نظریه حالت پایدار منتفی گشت.
- ۱۹۹۲ - اندازه‌گیری‌های بعدی کاوشگر زمینه کیهان، ناهمسانگردی اندکی در تابش زمینه کیهانی کشف نمود که در واقع تصویری از نوزادی دانه‌های ساختارهای بزرگ مقیاس در زمانی که جهان ۳۸۰۰۰۰ ساله بود را ارائه می‌دهد.
- ۱۹۹۸ - شواهد بحث‌برانگیزی برای تغییر ثابت ساختار ریز در طول عمر جهان ارائه می‌شود.
- ۱۹۹۸ - پروژه کیهان‌شناسی ابرنواختر و تیم پژوهشی ابرنواختر های-زد (به انگلیسی: High-z Supernova Research team) بر پایه فاصله با ابرنواختر نوع Ia، شتابدار بودن انبساط جهان را کشف کرده و نخستین شواهد تجربی برای صفر نبودن ثابت کیهانی ارائه شد.
- ۱۹۹۹ - با اندازه‌گیری‌های دقیق‌تر تابش زمینه کیهانی این نتیجه حاصل می‌گردد که هندسه جهان نزدیک به تخت است.

## از سال ۲۰۰۰
- ۲۰۰۱ - نقشه انتقال به سرخ کهکشانی ۲دی‌اف که توسط یک تیم استرالیایی/انگلیسی ارائه‌شد، شواهد مستحکمی نمایان ساخت مبنی بر اینکه چگالی ماده تقریباً ۲۵٪ مقدار بحرانی است. این نتایج به همراه نتایج کاوش‌های تابش زمینه کیهانی که گواهی بر تخت بودن جهان می‌داد، به عنوان یک شاهد تجربی مستقل بر وجود ثابت کیهانی یا انرژی تاریک محسوب می‌شوند.
- ۲۰۰۲ - تصویربردار زمینه کیهانی(CBI) در شیلی، تصاویری از تابش ریزموج زمینه کیهانی با بالاترین وضوح زاویه‌ای ۴ دقیقه قوسی به‌دست آورد.
- ۲۰۰۳ - کاوشگر ناهمسانگردی ریزموجی ویلکینسون(WMAP) ناسا تصاویر با جزئیات تابش زمینه کیهانی در کل آسمان تولید نمود. این تصویر را می‌توان به این صورت تعبیر نمود که جهان ۱۳.۷ میلیارد سال (با یک درصد خطا) عمر دارد. این تصاویر با مدل لامبدا-سی‌دی‌ام و اغتشاشات چگالی مربوط به نظریه تورم کیهانی همخوانی کامل دارند.
- ۲۰۰۳ - دیوار بزرگ اسلون کشف می‌شود.
- ۲۰۰۴ - تداخل‌سنج مقیاس زاویه‌ای درجه (DASI) برای نخستین بار پولاریزاسیون مود ای تابش زمینه کیهانی را به‌دست آورد.
- ۲۰۰۵ - نقشه‌برداری آسمانی دیجیتال اسلون و نقشه‌برداری انتقال به سرخ کهکشانی ۲دی‌اف، هر دو ویژگی نوسانات آکوستیک باریون در توزیع کهکشان‌ها را آشکار نمودند، چیزی که یکی از پیش‌بینی‌های کلیدی مدل‌های ماده تاریک سرد بود.
- ۲۰۰۶ - نتایج سه ساله دبلیومپ منتشر می‌شود. در نتایج جدید تحلیل‌های پیشین تأیید شد و بسیاری از نقاط اصلاح شد و اطلاعات پولاریزاسیون نیز اضافه‌شد.
- ۲۰۰۶-۲۰۱۱ - اندازه‌گیری‌های بهبودیافته دبلیومپ، نقشه‌برداری‌های ابرنواختر جدید مانند ESSENCE و SNLS و نوسانات آکوستیک باریون در نقشه‌برداری آسمانی دیجیتال اسلون (SDSS) و ویگلز همچنان با مدل استاندارد لامبدا-سی‌دی‌ام سازگار هستند.